# Dialister invisus
Il  Dialister invisus  è una specie di batterio appartenente alla famiglia delle Acidaminococcaceae.